# 첫사랑 (1999년 드라마)
《첫사랑》은 1999년 4월 23일에 MBC에서 방영한 베스트극장이다.

## 줄거리
작은 슈퍼마켓 안주인으로 사는 30대 주부 미경(권민중 분)과, 고시에 일곱 번이나 낙방한 채 누나(양희경 분) 집에 얹혀사는 영희(손현주 분)는 우연히 슈퍼에서 만나게 되고, 두 사람은 첫사랑에 대한 애틋함과 일상으로부터 일탈에 대한 소박한 동경이 겹쳐져 기름에 불붙듯 끌린다. 이후 미경의 남편 상식(박광정 분)은 둘 사이를 의심하지만, 행여 아내가 떠나버릴까 전전긍긍한다. 이런 가운데 미경의 수퍼마켓에서 도난사건이 일어나고 이 사건은 오해를 거듭하면서 엉뚱한 방향으로 흘러간다.

## 등장 인물

### 주요 인물
- 손현주 : 영희 역
- 권민중 : 미경 역

### 그 외 인물
- 양희경 : 누나 역
- 박광정 : 상식 역
- 조형기
- 정대홍
- 송귀현
- 오정석
- 구혜진
- 김세아
- 김일웅
- 김승수
- 권인선
- 정기성
- 김상엽
- 조재혁
- 박혜정
- 구민지
- 허성수
- 박세영
- 김초연
- 박지미
- 주용진